# 舞洲アリーナ

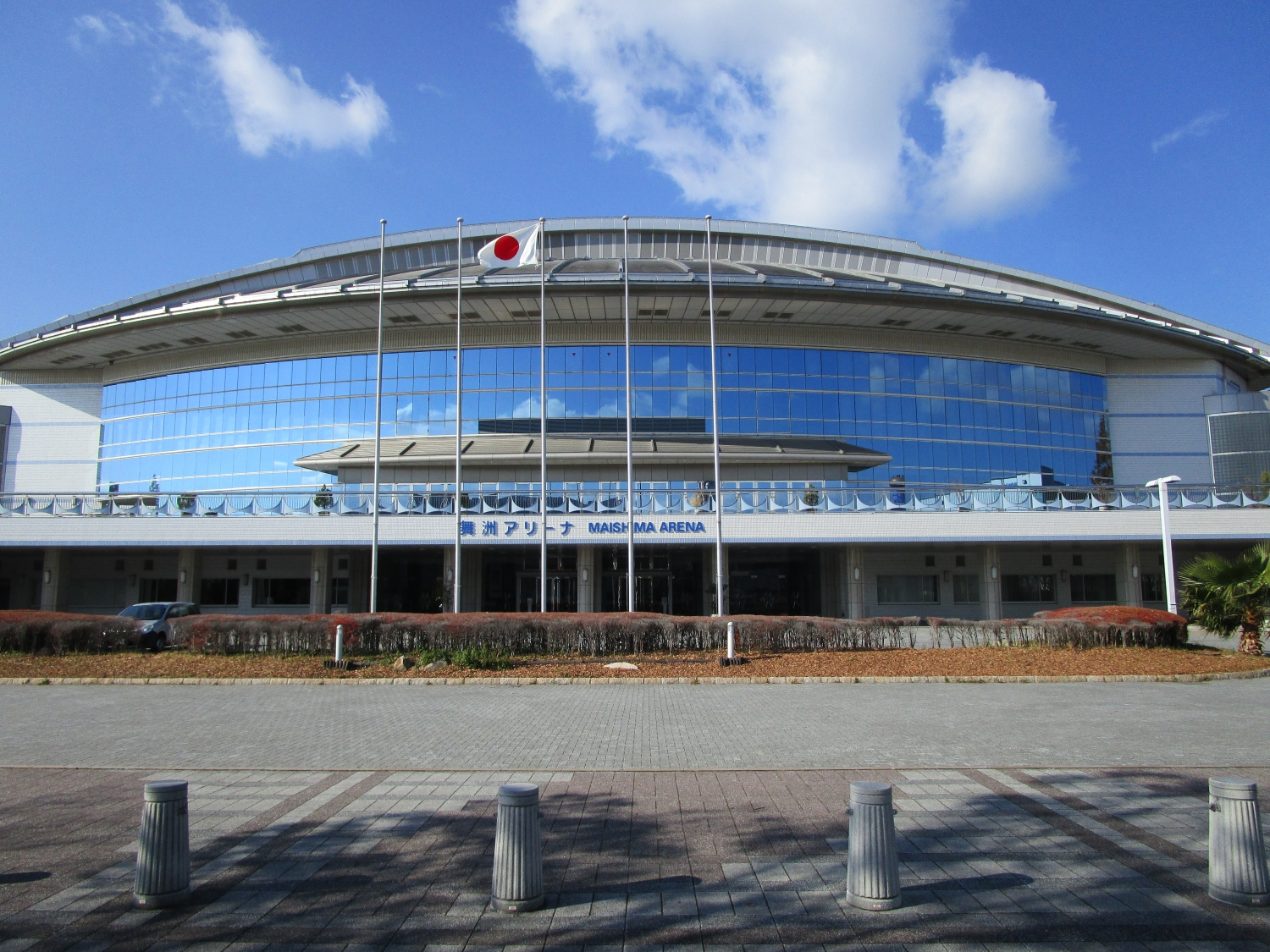
舞洲アリーナ時代の外観

舞洲アリーナ（まいしまアリーナ）は、大阪府大阪市此花区の舞洲スポーツアイランド内にある室内競技場。
運営管理を2015年4月から担う、ヒューマンプランニングが所有する大阪エヴェッサ（Bリーグ）のホームアリーナであり（後述）、日本史上初のプロバスケットボールチームが専有する「専用アリーナ」でもある。
施設命名権の売却により、2018年8月よりおおきにアリーナ舞洲（おおきにアリーナまいしま、英語: OOKINI ARENA MAISHIMA）の名称が使用されている（後述）。

## 歴史
1996年に完成、バスケットボールなどアリーナスポーツの競技会を始め、コンサートやイベントなどで使用されている他、スポーツ教室も行われている。
2008年のオリンピック招致（大阪オリンピック構想）が実現した暁には、ハンドボール・卓球会場として用いられる予定であった。
当初、ミズノグループ（美津濃、南海ビルサービス、日本パナユーズ、ホビーライフによる共同企業体）が指定管理者として運営管理を行っていた。2015年1月30日、大阪エヴェッサの運営会社・ヒューマンプランニングが当アリーナ貸付事業者に決定し、2015年4月から年間1,000万円で10年間の定期建物賃貸借契約を締結する事が発表された。この契約締結がエヴェッサのB1リーグ（1部）参入を大きく後押しした。尚、施設は大阪市が所有している。

## 命名権
| 命名権による呼称      | 契約企業               | 契約料年額（万円） | 契約期間                   |
| --------------------- | ---------------------- | ------------------ | -------------------------- |
| 府民共済SUPERアリーナ | 全国生活協同組合連合会 | 非公表             | 2015年8月1日-2018年7月31日 |
| おおきにアリーナ舞洲  | おおきに商店           | 非公表             | 2018年8月1日-2021年7月31日 |
| おおきにアリーナ舞洲  | おおきに商店           | 非公表             | 2021年8月1日-2025年7月31日 |

### 府民共済SUPERアリーナ
2015年8月1日より3年契約で施設命名権を大阪府民共済生活協同組合に売却し、名称が『府民共済SUPERアリーナ』(ふみんきょうさいスーパーアリーナ、略称：府民共済)に変更された。

### おおきにアリーナ舞洲
2018年8月1日より中央区にある株式会社おおきに商店に売却し、名称が『おおきにアリーナ舞洲』(略称：おおきに)に変更された。1期目が2021年7月31日までの3年間。2期目は2021年8月1日-2025年7月31日の4年間である。

## 施設概要

### メインアリーナ棟
- フロア面積：2,720m²
- 観客席：7,056席（電動可動席1,584席・仮設椅子1,122席・固定席4,236席・ボックス席24席・車いすスペース24席・可動引出席66席）
- バレーボール4面
- バスケットボール3面
- テニス4面
- ハンドボール1面
- バドミントン16面
- 卓球20面
- 体操競技1式

### サブアリーナ棟
- フロア面積：920m²

## 大阪エヴェッサの専用アリーナ
- 試合の時だけ「ホームアリーナ」を使用する他チームと異なり、プロ野球の様に練習拠点・試合会場が同じ「球団専用アリーナ」となったのは、本施設が日本史上初となる。2016年4月1日に球団から本拠地が本施設に移転した事が発表、これまで他拠点で行っていた練習も本施設のサブアリーナで実施することになった。

- ホームゲーム開催数

| シーズン | レギュラー | プレイオフ | 備考                         |
| 05-06    | -          | -          | なみはやドームをホーム       |
| 06-07    | -          | -          | なみはやドームをホーム       |
| 07-08    | -          | -          | ブースター感謝祭開催(注1)    |
| 08-09    | 10         | -          |                              |
| 09-10    | -          | -          |                              |
| 10-11    | -          | -          |                              |
| 11-12    | -          | -          | 住吉スポーツセンターをホーム |
| 12-13    | -          | -          | 住吉スポーツセンターをホーム |
| 13-14    | -          | -          | 住吉スポーツセンターをホーム |
| 14-15    | -          | -          | 住吉スポーツセンターをホーム |
| 15-16    | 8          | -          | パブリックビューイング実施   |
| 16-17    | 24         | -          |                              |

- (注1)なおレギュラーシーズン2位の場合、ワイルドカードゲームを開催予定だった。

## その他使用チーム
- 日本フットサルリーグ・シュライカー大阪のホームスタジアム

- プロボクシング興行
  - WBC世界スーパーフライ級タイトルマッチ 徳山昌守（金沢） VS 名護明彦（白井・具志堅）

- プロレス興行
  - 新日本プロレスが過去に開催。
  - 2014年にWWEが開催される[8]。
- 格闘技興行
  - 2025年7月にBreakingDownが開催される[9]。

## 交通
- 「舞洲アクティブバス」：JR桜島駅からで15分、「アリーナ東」下車すぐ
- 「コスモドリームライン」：ニュートラムコスモスクエア駅からで20分、「アリーナ東」下車すぐ
- 市バス81号：JR西九条駅から「舞洲スポーツアイランド」行きで35分、「舞洲中央」下車すぐ

舞洲に鉄道が存在しないため、いずれも路線バスでのアクセスとなる。「舞洲アクティブバス」「コスモドリームライン」は、大阪エヴェッサ仕様ラッピングバスとして運行されることがある。